# 성심 성모 교회

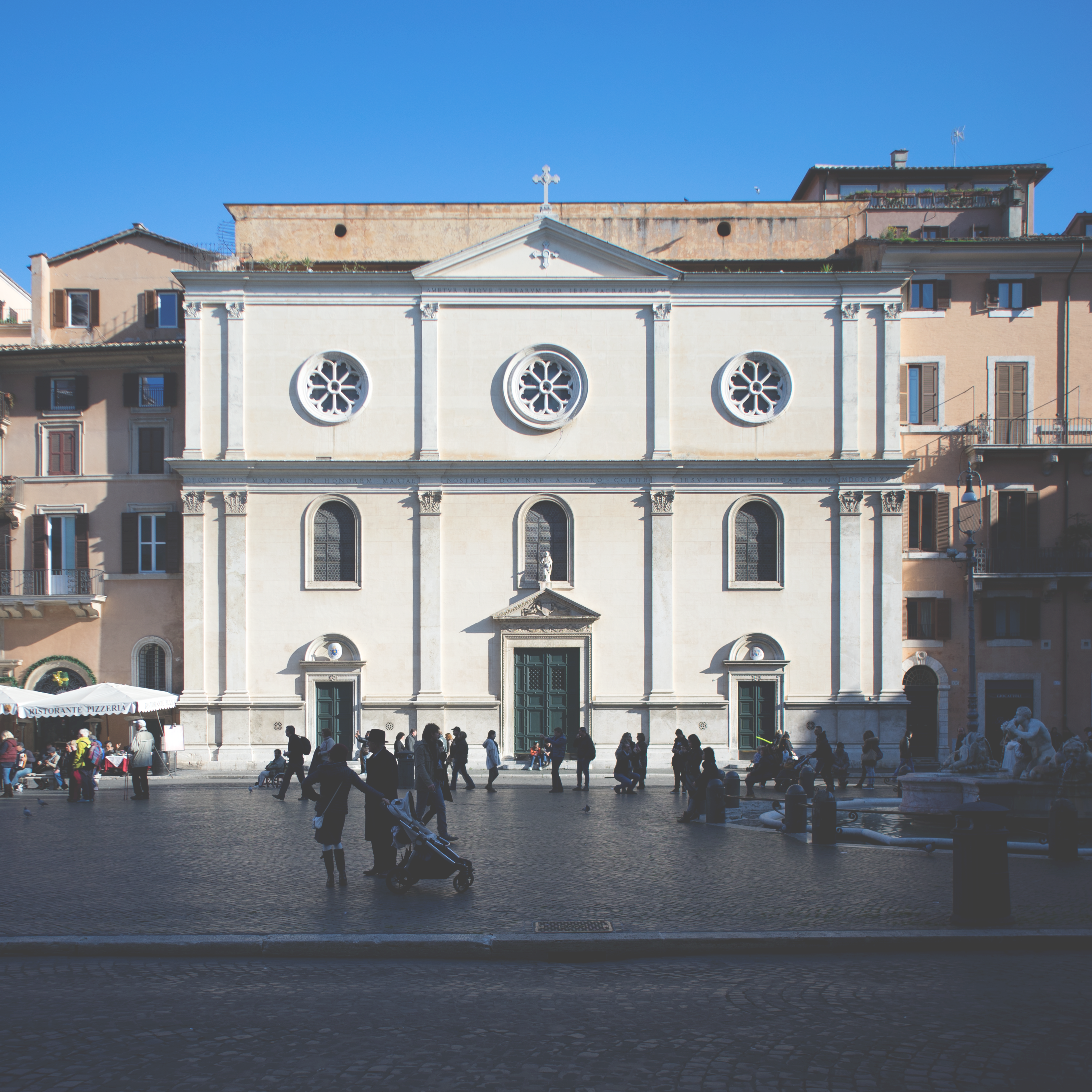
성심 성모 교회

성심 성모 교회(이탈리아어: Chiesa di Nostra Signora del Sacro Cuore)는 이탈리아 로마에 있는 가톨릭 성당으로, 나보나 광장에 위치한다. 성모 마리아에게 헌정된 성당이다. 성심 성모 교회는 로마에 있는 몇 안 되는 할렌키르헤 중 가장 초기의 교회다.